# Lake Ellsworth Addition
Lake Ellsworth Addition est une census-designated place du comté de Comanche, dans l'État d'Oklahoma, aux États-Unis. En 2020, elle compte une population de 223 habitants.